# Stereopony
A Stereopony (ステレオポニー; Hepburn: Sutereoponī) japán pop-rock együttes, melyet 2007-ben alapított Haraguni Aimi (szólógitár/vezetővokál), Kitadzsima Nohana (basszusgitár) és Jamanoha Siho (dobok) Okinaván. A Sony Records adta ki a lemezeiket. A zenekar 2012 októberében feloszlott.

## Tagjai
Aimi
- Születési név: Haraguni Aimi (原国愛海; Hepburn: Aimi Haraguni?)
- Születési idő: 1990. szeptember 4.
- Szülöváros: Japán, Okinava, Naha
- Hangszer: Fender 60’s Telecaster

Nohana
- Születési név: Kitadzsima Nohana (北島乃花; Hepburn: Nohana Kitajima?)
- Születési idő: 1989. szeptember 16.
- Szülöváros: Japán, Nagaszaki, Simabara
- Hangszer: Fender Deluxe Active P Bass

Shiho
- Születési név: Jamanoha Siho (山入端志帆; Hepburn: Shiho Yamanoha?)
- Születési idő: 1990. október 18.
- Szülöváros: Japán, Okinava, Nago

Korábbi tagok
- Sindzsó Szaki

## Az együttes története

### A debütálás előtt
Az együttes a bemutatkozásuk előtt Mixbox néven volt ismert. Ezen név alatt nyerték meg a 2007-es Young People zenei fesztivál fődíját. Később a zenekart átnevezték Stereoponyra, majd részt vettek a 2008-as Okinawa Sound Stage-en a Szajonara no kiszecu (さよならの季節) című dallal, amelynek 2008. szeptember 24-én kellett volna megjelennie, azonban a kiadó végül eltörölte nem adta ki azt. Az együttes első komolyabb szereplését a School of Lock! rádióműsor hozta meg.

### A debütálás után
2008 júniusában jelentették be, hogy a hivatalos debütálásukra november 5-én kerül sor. Ekkor jelent meg a Hitohira no hanabira című kislemezük, amelyet a közönség először a Bleach anime-sorozat tizenhetedik záródalaként ismerhetett meg. Az Oricon heti eladási listáján a huszonötödik helyezést érte el, valamint megnyerte a RecoChoku újonc versenyét. Második kislemezük, a Namida no mukó 2009. február 11-én jelent meg, a Mobile Suit Gundam 00 anime-sorozat második nyitódalaként vált ismertté. Harmadik kislemezüket, az I Do Itet a szintén Sony Music Japan alá tartozó Yuival közösen készítették el, 2009. április 22-én került a boltok polcaira. Yui zenei producere, Kondo Hiszasi ügyelte felül a kislemez munkálatait.
2009. március 31-én a texasi Austinban adtak koncertet az SXSW 2009 elnevezésű rendezvényen. Néhány hónappal később megjelent a bemutatkozó albumuk Hydrangea ga szaiteiru címmel. Az lemez az Oricon heti eladási listájának hetedik helyet érte el. A korongon szereplő Szeisun ni, szono namida ga hicujó da! című dal szerepelt a Lipton jeges tea egyik japán televíziós reklámjában. Nem sokkal ezután az együttes megtartotta első koncertkörútját, az A Hydrangea Bloomst. 2009 augusztusában megjelent a Stereopony negyedik kislemeze, a Smilife, amely a 2009-es Jatterman: Sin Jatter mecsa daisúgó! Omocsa no kuni de daikesszen da koron! egész estés animefilm főcímdala volt. Következő, ötödik kislemezük 2009. november 4-én jelent meg Cukiakari no micsisirube címen, amelyet a közönség a 2009-es Darker than Black: Rjúszei no Gemini anime-sorozat nyitódalaként is ismerhet. A maga nyolcadik helyezésével ez lett a zenekar második kislemeze, amely az Oricon első tíz helyének valamelyikén mutatkozott be. A Stereopony hatodik kislemeze a Hanbunko 2010. szeptember 17-én jelent meg. Ez lett az együttes első feldolgozása, mivel a dalt eredetileg a Bivattchee adta ki 2002-ben. A zenekar következő kislemeze Over Drive címen jelent meg, a Pro Golfer Hana dorama nyitódalaként is hallható volt.
2010 júniusában megjelent a Stereopony második stúdióalbuma Over the Border címmel, majd visszatértek az Egyesült Államokba, hogy fellépjenek az AnimeNEXT anime találkozón. Az Over the Bordert 2010. június 9-én adták ki, a tizenkettedik helyezést érte el az Oriconon. A zenekar Stereopony Tour 2010 „Over the Border” elnevezésű országos turnéját (amely július 26-án kezdődött volna el) Jamanoha súlyosbodó tendinitise miatt elhalasztották. Nyolcadik kislemezük, a Csiisza na mahó 2010. december 8-án jelent meg, a Tegami bacsi: Reverse anime-sorozat első nyitódalaként is hallható volt. 2011. január 14-én bejelentették a hivatalos Twitter fiókjukon, hogy a Scandal társaságában fel fognak lépni a Shibuya-AX koncertteremben, előzenekarként a ByeByeBoy-t, a Cossamit és a Hi-Labet nevezték meg. Az együttműködésre 2011. március 31-én került volna sor Band Jaró!! Vol. 2 (バンドやろうよ!! Vol.2) címen, azonban a 2011-es tóhokui földrengés és cunami miatt az előadást június 26-ára halasztották.
A Stereopony meghívást kapott a 2011. április 23-án megrendezett Anime Boston rendezvényre, melyen az első két albumukról és az újabb kislemezeikről is adtak elő dalokat, valamint a Green Day American Idiot című számát is feldolgozták. Nem sokkal az Anime Boston-i fellépésük után bejelentették, hogy ők fogják elkészíteni a Tengoku kara no Yell (天国からのエール) című film főcímdalát.
A 2011. augusztus 10-én megjelent Tatoeba utaenakunattara című kislemezüket a Karijusi58-val közösen készítették el. A zenekar Akasi című Zone feldolgozása felkerült a szintén augusztus 10-én megjelent Zone Tribute: Kimi ga kureta mono című tribute albumára. 2011. július 16-án Haraguni elindította hivatalos Ameblo-blogját. Az együttes tizedik kislemeze Arigató címmel jelent meg 2011. szeptember 28-án. A dal videóklipje szeptember 1-jén jelent meg, melyben Hirosi Abe filmszínész is szerepel. A zenekar harmadik nagylemeze, a More! More!! More!!! 2011. december 7-én jelent meg.
2012 elején az együttes két videóklip-válogatást adott ki Stereopony to mósimaszu: Miszeinen-hen és Stereopony to mósimaszu: Szeidzsin-hen címmel. Áprilisban a 2012-es Sakura-Con animetalálkozón léptek fel, majd egy rövid amerikai koncertkörutat is tartottak. Május 30-án Stand by Me címen jelent az Eureka Seven: AO animesorozat első zárófőcím-dalaként is hallható tizenegyedik kislemezük.

## Diszkográfia
- Hydrangea ga szaiteiru (2009)
- Over the Border (2010)
- More! More!! More!!! (2011)